# Lego Unikitty!
Lego Unikitty! er en produktlinje produceret af den danske legetøjskoncern LEGO fra 2018-2019 baseret på den animerede tv-serie af samme navn (på dansk Dansekat). Den blev solgt med licens fra Lego og Warner Bros. Animation for Cartoon Network, og serien omhandler karakteren af samme navn fra The Lego Movie og efterfølgeren The Lego Movie 2: The Second Part.

## Sæt
- 30406 Unikitty Roller Coaster Wagon polybag
- 40314 Dr. Fox Magnifying Machine
- 41451 Unikitty Cloud Car
- 41452 Prince Puppycorn Trike
- 41453 Party Time
- 41454 Dr. Fox Laboratory
- 41455 Unikingdom Creative Brick Box
- 41456 Unikingdom Fairground Fun
- 5005239 Castle Room polybag